# Temporada 1979-80 de los New York Knicks
La temporada 1979-80 fue la trigésimo cuarta de los New York Knicks en la NBA. La temporada regular acabó con 39 victorias y 43 derrotas, ocupando el séptimo puesto de la conferencia, no logrando clasificarse para los playoffs.

## Elecciones en elDraft
| Ronda | Puesto | Jugador         | Posición  | Nacionalidad   | Universidad   |
| ----- | ------ | --------------- | --------- | -------------- | ------------- |
| 1     | 3      | Bill Cartwright | Pívot     | Estados Unidos | San Francisco |
| 1     | 9      | Larry Demic     | Ala-Pívot | Estados Unidos | Arizona       |
| 1     | 21     | Sly Williams    | Alero     | Estados Unidos | Rhode Island  |
| 2     | 27     | Reggie Carter   | Escolta   | Estados Unidos | St. John's    |
| 3     | 50     | Geoff Huston    | Base      | Estados Unidos | Texas Tech    |

## Temporada regular
| División Central     | División Central | División Central | División Central | División Central | División Central | División Central | División Central | División Central |
| Equipo               | G                | P                | %                | PD               | Casa             | Fuera            | Div              |                  |
| -------------------- | ---------------- | ---------------- | ---------------- | ---------------- | ---------------- | ---------------- | ---------------- | ---------------- |
| y-Boston Celtics     | 61               | 21               | .744             | –                | 35–6             | 26–15            | 17–7             |                  |
| x-Philadelphia 76ers | 59               | 23               | .720             | 2                | 36–5             | 23–18            | 19–5             |                  |
| x-Washington Bullets | 39               | 43               | .476             | 22               | 24–17            | 15–26            | 9–15             |                  |
| New York Knicks      | 39               | 43               | .476             | 22               | 25–16            | 14–27            | 8–16             |                  |
| New Jersey Nets      | 34               | 48               | .415             | 27               | 22–19            | 12–29            | 7–17             |                  |

## Estadísticas
| Rk | Jugador                | Edad | P  | PT | MP   | TC  | TCI  | %TC  | T3  | T3I | %T3  | TL  | TLI | %TL  | RO  | RD  | RT  | AS   | RB  | TAP | BP  | FP  | PTS  |
| -- | ---------------------- | ---- | -- | -- | ---- | --- | ---- | ---- | --- | --- | ---- | --- | --- | ---- | --- | --- | --- | ---- | --- | --- | --- | --- | ---- |
| 1  | Bill Cartwright        | 22   | 82 |    | 38.4 | 8.1 | 14.8 | .547 | 0.0 | 0.0 |      | 5.5 | 6.9 | .797 | 2.4 | 6.5 | 8.9 | 2.0  | 0.6 | 1.2 | 2.7 | 3.4 | 21.7 |
| 2  | Micheal Ray Richardson | 24   | 82 |    | 37.3 | 6.1 | 13.0 | .472 | 0.3 | 1.3 | .245 | 2.7 | 4.1 | .660 | 1.8 | 4.7 | 6.6 | 10.1 | 3.2 | 0.4 | 4.4 | 3.2 | 15.3 |
| 3  | Toby Knight            | 24   | 81 |    | 36.4 | 8.3 | 15.6 | .529 | 0.0 | 0.0 | .000 | 2.6 | 3.2 | .808 | 2.5 | 3.6 | 6.1 | 1.9  | 1.4 | 1.1 | 2.0 | 3.7 | 19.1 |
| 4  | Ray Williams           | 25   | 82 |    | 31.5 | 8.4 | 16.9 | .496 | 0.1 | 0.5 | .189 | 4.1 | 5.2 | .787 | 1.8 | 3.2 | 5.0 | 6.2  | 2.0 | 0.3 | 3.1 | 3.6 | 20.9 |
| 5  | Joe Meriweather        | 26   | 65 |    | 24.1 | 3.9 | 7.3  | .528 | 0.0 | 0.0 | .000 | 1.2 | 1.9 | .645 | 1.9 | 3.5 | 5.4 | 1.0  | 0.6 | 1.8 | 1.7 | 3.7 | 9.0  |
| 6  | Larry Demic            | 22   | 82 |    | 22.8 | 2.8 | 6.4  | .436 | 0.0 | 0.0 |      | 1.3 | 2.2 | .601 | 2.4 | 3.5 | 5.9 | 0.8  | 0.7 | 0.4 | 2.0 | 3.7 | 7.0  |
| 7  | Hollis Copeland        | 24   | 75 |    | 15.2 | 2.4 | 4.9  | .495 | 0.0 | 0.0 | .000 | 0.8 | 1.1 | .733 | 0.9 | 1.1 | 2.1 | 1.1  | 0.8 | 0.3 | 1.1 | 2.1 | 5.7  |
| 8  | Marvin Webster         | 27   | 20 |    | 14.9 | 1.9 | 4.0  | .481 | 0.0 | 0.0 |      | 0.6 | 0.8 | .750 | 1.4 | 2.6 | 4.0 | 0.5  | 0.2 | 0.6 | 1.0 | 2.0 | 4.4  |
| 9  | Geoff Huston           | 22   | 71 |    | 13.0 | 1.3 | 3.4  | .390 | 0.0 | 0.2 | .176 | 0.4 | 0.5 | .737 | 0.2 | 0.6 | 0.8 | 2.2  | 0.5 | 0.1 | 1.0 | 1.2 | 3.1  |
| 10 | Earl Monroe            | 35   | 51 |    | 12.4 | 3.2 | 6.9  | .457 | 0.0 | 0.0 |      | 1.1 | 1.3 | .875 | 0.3 | 0.4 | 0.7 | 1.3  | 0.4 | 0.1 | 0.5 | 0.9 | 7.4  |
| 11 | Jim Cleamons           | 30   | 22 |    | 11.5 | 1.4 | 3.1  | .435 | 0.1 | 0.4 | .375 | 0.5 | 0.7 | .800 | 0.5 | 0.4 | 0.9 | 1.8  | 0.6 | 0.1 | 0.8 | 0.6 | 3.4  |
| 12 | Mike Glenn             | 24   | 75 |    | 10.7 | 2.5 | 4.9  | .516 | 0.0 | 0.1 | .200 | 0.8 | 1.0 | .863 | 0.3 | 0.6 | 0.9 | 1.1  | 0.5 | 0.1 | 0.5 | 1.1 | 5.9  |
| 13 | Sly Williams           | 22   | 57 |    | 9.8  | 1.8 | 4.7  | .390 | 0.0 | 0.1 | .000 | 1.0 | 1.6 | .644 | 1.1 | 1.0 | 2.1 | 0.6  | 0.3 | 0.1 | 0.9 | 1.3 | 4.7  |

## Galardones y récords
| Jugador                | Galardón                                     |
| Bill Cartwright        | Mejor quinteto de rookies de la NBA All-Star |
| Micheal Ray Richardson | All-Star                                     |